# Charlottenlund
 For alternative betydninger, se Charlottenlund (flertydig). (Se også artikler, som begynder med Charlottenlund)
Charlottenlund er en nordlig bydel i Storkøbenhavn og er beliggende ved Øresundskysten som en del af Gentofte Kommune. Kommunen har 75.033 indbyggere  (2024). Mod syd ligger bydelen Hellerup og mod nord Klampenborg. Som de fleste af kommunens bydele, er Charlottenlund ét af de mest velhavende områder i Danmark.
Navnet Charlottenlund har sin oprindelse i Prinsesse Charlotte Amalie, der var datter af Frederik 4. og søster til Christian 6. der ombyggede herregården Gyldenlund til Charlottenlund Slot i 1733 og gav det navn efter prinsessen.
Charlottenlund er en økonomisk ressourcestærk bydel i Hovedstadsområdet samtidig med at den huser mange af Danmarks berømtheder, mange virksomhedsledere og mange andre velhavende familier og enkeltpersoner.
De fleste palæer og ejendomme finder man langs Strandvejen der begynder i Hellerup, går igennem Charlottenlund og videre op langs Nordsjællands østkyst til Helsingør. Den anerkendte danske arkitekt Arne Jacobsen beboede adskillige huse i området og designede mange af Charlottenlunds og Klampenborgs bygninger bl.a. en unik tankstation, boligkomplekset Bellavista og Bellevue Teatret - alle bygget i Jacobsens berømte funktionalistiske stil.
Et andet monument på Charlottenlund-delen af Strandvejen er en statue af den dansk-grønlandske polarforsker Knud Rasmussen hvis statue "kigger" ud over Øresund. Det ca. 2 m høje monument er skabt af kunstneren Paul Søndergaard og færdiggjort i 1963.
Få hundrede meter væk fra statuen ligger Bellevue Strand, der er et populært udflugtsmål for såvel de lokale velhavere som for andre indbyggere i hovedstaden.

## Seværdigheder
I Charlottenlund ligger muséet Ordrupgaard med én af Nordeuropas mest omfattende samlinger af dansk og fransk kunst fra det 19.- og begyndelsen af det 20. århundrede.
Ved Charlottenlund Strandpark finder man Charlottenlund Fort, opført i årene 1883-86 som et kystbatteri, nu et populært sted for campinggæster ikke mindst på grund af den nært beliggende strand. Tæt herved lå indtil 2012 seværdigheden Danmarks Akvarium, der nu er flyttet til Amager.
Gentofte Kommunes største rekreative område er Charlottenlund Skov der er beliggende ved Strandparken og ud til Øresund. Skoven er en grøn oase i det tætbebyggede område. Nord for det grønne område ligger Charlottenlund Travbane der har ugentlige hestevæddeløb, hovedsageligt med danske hesteejere, men også med international deltagelse flere gange årligt.